# Kristlik Rahvaerakond

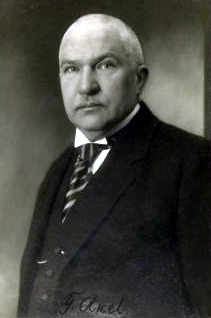
Friedrich Karl Akel, der 1924 estnischer Regierungschef war

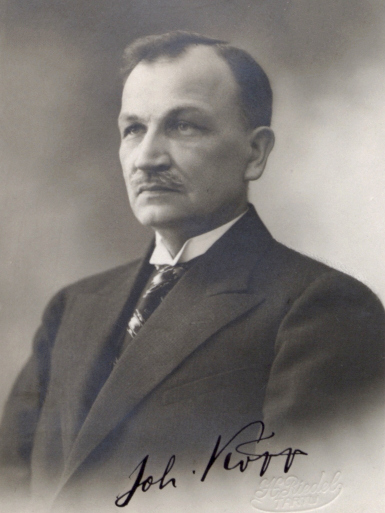
Der evangelisch-lutherische Theologe Johan Kõpp

Die Christliche Volkspartei (estnisch Kristlik Rahvaerakond – KRE) war eine konservative politische Partei im Estland der Zwischenkriegszeit.

## Geschichte und Programm
Die Christliche Volkspartei entstand als Abspaltungsbewegung der von Jaan Tõnisson geführten Estnischen Volkspartei (Eesti Rahvaerakond). Auf dem Gründungskongress der Estnischen Volkspartei im März 1919, kurz vor den Wahlen zur Verfassungsgebenden Versammlung der Republik Estland (Asutav Kogu), traten die unterschiedlichen Vorstellungen zur Rolle der Kirche im demokratischen Staat offen zu Tage. Die Anhänger einer stärkeren Rolle der Kirche spalteten sich ab und gründeten die Christliche Volkspartei.
Die Christliche Volkspartei versuchte, dem schwindenden Einfluss der evangelisch-lutherischen Kirche in Staat und Gesellschaft entgegenzuwirken. Ihre Anhänger vertraten ein dezidiert christliches Weltbild und traten für die Stärkung christlicher Moralvorstellungen ein. Ihre Programmatik stand dem Konservatismus nahe und blieb damit den Vorstellungen der Estnischen Volkspartei eng verbunden. Die Partei hatte in den 1920er Jahren relativ großen Einfluss auf die Kultur- und Bildungspolitik in Estland.
Neben Kirchenvertretern und Theologen wie den Geistlichen Jakob Kukk, Johan Kõpp, Alexander Kapp und Hugo Bernhard Rahamägi spielten auch weltliche Politiker eine große Rolle in der Partei. Die wichtigsten waren Friedrich Karl Akel (Regierungschef 1924) und die mehrfachen Minister Jaan Lattik, Nikolai Kann und Heinrich Nikolai Bauer.
Ihren größten Erfolg erzielte die Partei 1923 mit einer Volksabstimmung über die Einführung eines staatlich finanzierten Pflichtfachs Religion in den Lehrplänen der öffentlichen Schulen (bei freiwilliger Teilnahme der Schüler). Das estnische Parlament hatte den Gesetzesvorschlag zuvor abgelehnt. Die von der Partei betriebene Volksabstimmung im Februar 1923 war mit einer Mehrheit von 71,9 % der Stimmen erfolgreich. Als Folge musste nach den Bestimmungen der Verfassung das Parlament aufgelöst werden und es fanden Neuwahlen statt. Dabei konnte die KRE mit acht Mandaten einen historischen Wahlerfolg verbuchen.
Nach der Volksabstimmung ging der Zuspruch zur Christlichen Volkspartei immer weiter zurück. Dazu trugen auch theologische Streitigkeiten innerhalb der Estnischen Evangelisch-Lutherischen Kirche bei, die sich auf die Partei übertrugen. Die Partei wurde klerikaler. Das Hauptaugenmerk lag fortan weniger auf der Kultur- und Bildungspolitik als auf den Rechten und dem Eigentum der Kirchengemeinden.
Im Oktober 1931 schlossen sich die Estnische Volkspartei und die Christliche Volkspartei, die sich 1919 getrennt hatten, erneut zusammen. Im Januar 1932 entstand dann die Nationale Zentrumspartei (Rahvuslik Keskerakond) aus einer Vereinigung der Estnischen Volkspartei mit der konservativen Estnischen Arbeitspartei (Eesti Tööerakond).

## Wahlergebnisse
| Wahl | Legislaturperiode | Stimmen | Abgeordnete (Asutav Kogu=120 Mandate) (Riigikogu=100 Mandate) |
| ---- | ----------------- | ------- | ------------------------------------------------------------- |
| 1919 | Asutav Kogu       | 4,4 %   | 5                                                             |
| 1920 | 1. Riigikogu      | 7,2 %   | 7                                                             |
| 1923 | 2. Riigikogu      | 7,3 %   | 8                                                             |
| 1926 | 3. Riigikogu      | 5,4 %   | 5                                                             |
| 1929 | 4. Riigikogu      | 4,1 %   | 4                                                             |